# 杉島邦久
杉島邦久（日语：／ Sugishima Kunihisa，1959年—），日本男性動畫演出家、動畫導演。出身於岐阜縣。

## 來歷
杉島邦久以《重戰機L-Gaim》（第18話）作為演出首次亮相。此後，他參與了包括日昇動畫在內的多部動畫製作。他的首部導演作品是。他最著名的代表作品包括《遊☆戲☆王 怪獸之決鬥》、《極速攝殺》等。

## 參加作品

### 電視動畫
1982年
- 戰鬥機甲薩芬格爾（製作進行）

1983年
- 聖戰士鄧拜音（製作進行）

1984年
- 重戰機L-Gaim（演出、故事分鏡、設定製作）

1985年
- 機動戰士Z鋼彈（分鏡、演出）

1986年
- 機動戰士鋼彈ZZ（分鏡、演出）

1987年
- 假面忍者 赤影（分鏡、演出）
- 機甲戰記威龍（分鏡）
- 妙手小廚師（演出）

1988年
- 美味大挑戰（分鏡、演出）
- 鎧傳（演出、故事分鏡）

1989年
- 獸神萊卡（故事分鏡）
- 亂馬½ 熱鬥篇（分鏡）

1990年
- 勇者凱撒（故事分鏡）

1991年
- 絕對無敵雷神王（分鏡、演出）
- 太陽勇者火鳥（分鏡）

1992年
- 卡利麥羅 (1992年版)（分鏡、演出）
- 元氣爆發伏魔金剛（分鏡）
- 勇者傳說達鋼（分鏡、演出）

1993年
- 機動戰士V鋼彈（分鏡）
- 家有賤龍（分鏡[1]、演出）
- 勇者特急隊（分鏡、演出）

1994年
- 機動武鬥傳G鋼彈（分鏡）
- （導演）
- 頑童歷險記（分鏡）
- 勇者警察傑德卡（分鏡、演出）

1995年
- 黃金勇者合體（分鏡、演出）
- 獸戰士Gulkeeva（日语：獣戦士ガルキーバ）（分鏡）
- 新機動戰記鋼彈W（分鏡）
- 守護天使莉莉佳（分鏡、演出）
- 爆走獵人（分鏡、演出）

1996年
- 無家可歸的孩子蕾米（分鏡）
- 機動戰艦撫子號（演出）
- 玩偶遊戲（分鏡）
- 少年桑塔的大冒險（日语：サンタクロースの冒険#テレビアニメ）（分鏡、演出）
- 逮捕令（演出）
- 勇者指令達古王（分鏡、演出）

1997年
- 大盜五右衛門（日语：アニメがんばれゴエモン）（分鏡）
- 中華一番！（演出）
- 勇者王我王凱牙（分鏡、演出）

1998年
- 快傑蒸氣偵探團 TV ANIMATION SERIES（分鏡、演出）
- 餓沙羅鬼（分鏡、演出）
- Night Walker -深夜徘徊者-（日语：Night Walker -真夜中の探偵-）（分鏡）
- （分鏡）
- 羅德斯島戰記 -英雄騎士傳-（分鏡、演出）

1999年
- 極道君漫遊記（日语：ゴクドーくん漫遊記）（導演、分鏡、演出）
- 無限的未知（分鏡、演出）

2000年
- 遊☆戲☆王 怪獸之決鬥（導演、分鏡）

2003年
- 惑星奇航（分鏡）

2004年
- 七武士（分鏡）

2005年
- 極速方程式（分鏡）
- 極速攝殺（導演、分鏡）
- 曙光少女（分鏡）
- 棒球大聯盟 2nd season（分鏡）

2006年
- 遊☆戲☆王 怪獸之決鬥ALEX（導演、分鏡）[注 1]
- 魔女之刃（分鏡）
- ZEGAPAIN（分鏡）

2007年
- 古代王者 恐龍王 DKidz Adventure（分鏡）
- Code Geass 反叛的魯路修（分鏡）
- 棋靈少女（分鏡）
- 黑騎士 ～甦醒的太陽～（分鏡）
- 棒球大聯盟 3rd season（分鏡）

2008年
- 隱王（導演、分鏡）[2]
- 棒球大聯盟 4th season（分鏡）

2009年
- 棒球大聯盟 5th season（分鏡）
- 魔法禁書目錄（分鏡）
- Phantom ～Requiem for the Phantom～（分鏡）
- 戰鬥陀螺 鋼鐵奇兵（導演、分鏡）

2010年
- 戰鬥陀螺 鋼鐵奇兵 爆（導演、分鏡）

2011年
- 戰鬥陀螺 鋼鐵奇兵 4D（導演、分鏡）

2012年
- 戰鬥陀螺 鋼鐵奇兵 ZEROG（導演、劇本統籌、分鏡）

2014年
- 狼少女和黑王子（分鏡）

2015年
- Battle Spirits 烈火魂（導演、分鏡）

2016年
- Battle Spirits Double Drive（導演、分鏡）

2018年
- 輕觸小發明 PIKACHIN-KIT（分鏡）
- 棒球大聯盟2nd（分鏡）

2020年
- 八男？別鬧了！（分鏡）
- ARGONAVIS from BanG Dream！（分鏡）
- 哆啦A夢 (2005年版)（分鏡）
- 暮蟬悲鳴時業（分鏡）
- D4DJ First Mix（分鏡）

2021年
- 花樣滑冰Stars（分鏡）
- BLUE REFLECTION RAY/澪（分鏡）
- 我立於百萬生命之上（分鏡）
- D_CIDE TRAUMEREI THE ANIMATION（分鏡）
- 現實主義勇者的王國重建記（分鏡）
- 大正處女御伽話（分鏡）

2022年
- 里亞德錄大地（分鏡）
- Love All Play（分鏡）
- 因為是反派大小姐所以養了魔王（分鏡）

2023年
- 物之古物奇譚（分鏡）
- 眾神眷顧的男人2（分鏡）
- 可愛過頭大危機（分鏡）
- 雖然等級只有1級但固有技能是最強的（分鏡）
- 某大叔的VRMMO活動記（分鏡）
- 聖劍學院的魔劍使（分鏡）

2024年
- 外科醫生愛麗絲（分鏡）
- 輪迴第7次的惡役令孃，在前敵國享受自由自在的新娘生活（分鏡）
- 聲優廣播的幕前幕後（分鏡）
- 再見龍生，你好人生（分鏡）

2025年
- 持續狩獵史萊姆三百年，不知不覺就練到LV MAX ～其二～（導演、分鏡）
- 離開A級隊伍的我，和從前的弟子往迷宮深處邁進（分鏡）

### 電影動畫
1991年
- 機動戰士鋼彈F91（演出）

2010年
- 劇場版 戰鬥陀螺 鋼鐵奇兵VS太陽：灼熱的侵略者（總導演）

### OVA
1987年
- SCOOPERS（日语：スクーパーズ）（分鏡）

1988年
- Guy -妖魔覺醒-（日语：ガイ -妖魔覚醒-）（演出）

1992年
- Guy -妖魔覺醒- 特別剪輯版（日语：ガイ -妖魔覚醒-#ガイ 妖魔覚醒 特別編集版）（演出、腳色）
- Guy -妖魔覺醒- 黃金女神篇（日语：ガイ -妖魔覚醒-#ガイ SECOND TARGET 黄金の女神編）（演出）

1998年
- 鐵拳 -TEKKEN-（導演）

2007年
- 強襲魔女（導演）

## 腳註

## 相關項目
- 日本動畫師列表（日语：アニメ関係者一覧）